# Угар (металургія)
Угар — зменшення в кількості, у вазі продуктів металургійного переділу. Відбувається при плавленні, горінні, термічній обробці тощо. Наприклад, при виплавці марганцю він має здатність окиснюватися і переходити з металу в шлак, що суттєво збільшує процент угару 
Явище угару у металургії відоме здавна. Ось як його описує при рафінуванні срібла Георг Агрікола у своїй роботі «Про гірничу справу та металургію» (De Re Metallica, 1556 рік):
| На 8 унцій срібла угар становить ¼ унції, якщо воно було сильно забруднене, угар доходить до ⅜ або ½ унції. |